# Commémoration par Israël du 9 mai 1945
Pour les articles homonymes, voir Jour de la Victoire.
La commémoration par Israël du 9 mai 1945 désigne une journée nationale de commémoration, célébrée depuis 2017, à l'anniversaire de celui de 1945 pendant lequel les nazis ont signé l'Acte de capitulation de l'Allemagne. Elle a lieu chaque année le 9 mai, jour de la même commémoration en Russie.

## Histoire
Cette commémoration a été créée par la Knesset israélienne le 26 juillet 2017 dans le cadre d'une doit qui doit être célébré une fois par an, le 9 mai, pour marquer l'acceptation formelle par les Alliés de la Seconde Guerre mondiale de la capitulation inconditionnelle des forces armées de l'Allemagne nazie. Israël suit ainsi les célébrations de la plupart des anciennes nations de l'URSS. 
En raison de l'immigration de nombreux vétérans de l'Armée rouge, Israël organise désormais les plus grandes et les plus vastes célébrations en dehors de l'ancienne Union soviétique[citation nécessaire]. De nombreuses traditions et coutumes en Israël sont les mêmes qu'en Russie, avec des défilés des Régiments immortels dans les villes avec de grandes populations de vétérans de l'Armée rouge et de leurs descendants.
Les festivités commencent généralement à 4 heures du matin, avec un rallye automobile de Metula à Eilat, en souvenir de l'attaque des forces allemandes contre l'Union soviétique le 22 juin 1941.
Chaque année, une gerbe est déposée par le Fonds national juif et des vétérans de l'Armée rouge au Kibboutz Ma'ale HaHamisha (en), où une plaque portant l'inscription « Les citoyens d'Israël ont planté cette forêt en l'honneur de l'Armée rouge. » est exposée. Le même jour, une cérémonie a lieu au monument de Netanya. Le lendemain, les marches continuent à Bat Yam et Ashdod et se terminent par une marche des vétérans de l'Armée rouge le 14 mai à Jérusalem.